# Среда (исследовательская служба)
Исследовательская служба «Среда» — российская некоммерческая организация, специализирующаяся на социологических и междисциплинарных исследованиях религии, веры, духовности, ценностей, идентичности и моральных установок современного российского общества. Создана в 2011 году.

## Описание
Исследовательская служба «Среда» была основана в 2011 году как некоммерческая организация. В числе проектов службы «Среда»: регулярные Всероссийские репрезентативные опросы по морально-нравственной и религиозной проблематике, проект АРЕНА — Атлас Религий и Национальностей Российской Федерации, альманах «Лодка», специальные тематические опросы прихожан, православного духовенства, студентов, трудовых мигрантов, конкурс работ молодых ученых «Вера и религия в современной России» (2013) и др.
С 2012 года область исследовательских интересов службы «Среда» была расширена. Проводятся всероссийские репрезентативные опросы (полевые работы: Фонд «Общественное мнение») и специальные исследования (как правило, в Москве и Московской области), освещающие различные аспекты вероисповедания россиян, следования религиозным практикам, мировоззренческим позициям и моральным и ценностным установкам. С 2013 года реализуются исследования морально-ценностных и мировоззренческих установок русскоязычных пользователей Интернета, проводятся фотоисследования сакрального российского пространства.
В 2014 г. был запущен экспериментальный еженедельный открытый мониторинг СМИ «Постсекулярная газета»
Как заявлено на официальном сайте организации, на сегодняшний день служба «Среда» — это некоммерческая исследовательская организация, реализующая проектную деятельность, направленную на сбор, анализ и популяризацию знаний о религиозно-духовном положении дел в российском обществе, а также на содействие коммуникациям в постсекулярном экспертном пространстве. Служба не подведомственна государственным или церковным структурам, а также иностранным компаниям. Источник средств — частное финансирование со стороны российских граждан.
Основателем и руководителем службы является Алина Юрьевна Багрина, кандидат политических наук.

## Основные исследования и проекты
Ad-hoc опросы — ситуативные опросы специальных групп. Экспертные опросы исследователей религии (проведены в 2011 и 2013 гг.), опросы участников митингов гражданской оппозиции в Москве (2012 г.), опрос легальных трудовых мигрантов в очередях в отделения ФМС Москвы (2012 г.), опрос прихожан московских православных храмов (2013 г.) и другие;
«Арена: Атлас религий и национальностей РФ» — всероссийский репрезентативный опрос 56 900 респондентов по вопросам вероисповедания, следования религиозным практикам и мировоззренческих позиций (проводился в 2012 г.; полевые работы заказаны у Фонда «Общественное мнение»);
Всероссийские опросы в 2011, 2012 и 2014 гг. (полевые работы заказаны у Фонда «Общественное мнение»);
Фотопроекты «Святое и ценное в России» (2013 г.) и «Локальные святыни» (2013—2014 гг.);
Конкурс исследовательских работ молодых учёных «Вера и религия в современной России», посвященный памяти Ю. Ю. Синелиной (2013 г.);
Онлайн игры и тесты, основанные на анкетах мировых и всероссийских ценностных исследований;
Мониторинг религиозной повестки в российский медиа «Постсекулярная газета» (2013 г.);
Исследования русскоязычного интернета — исследования религиозности через мониторинг социальных сетей и медиа в дни православных праздников совместно с системой Brand Analytics.

## Атлас религий и национальностей РФ
Наиболее масштабный проект, осуществлённый за время деятельности службы «Среда».
Проект «Арена» — всероссийский репрезентативный опрос (анкета опроса: служба «Среда»; полевые работы: Фонд «Общественное мнение», МегаФОМ 2012 год; выборка 56 900 респондентов; охват 98,8 % населения РФ). Выборка репрезентирует городское и сельское население субъектов России в возрасте от 18 лет и старше. География опроса: 79 субъектов РФ. Метод: стандартизированный опрос населения. Технология: интервью по месту жительства респондента (face-to-face).
В результате опроса были получены данные о численности последователей того или иного вероисповедания на территории России. Так, согласно результатам опроса:
- 41 % россиян — исповедуют православие и принадлежат к Русской Православной Церкви
- 25 % — верят в Бога, но конкретную религию не исповедуют
- 13 % — не верят в Бога
- 6,5 % — исповедуют ислам (в том числе суннитского и шиитского толка)
- 4,1 % — исповедуют христианство, но не считают себя ни православными, ни католиками, ни протестантами
- 1,5 % — исповедуют православие, но не принадлежат к Русской Православной Церкви и не являются старообрядцами
- 1,2 % — исповедуют традиционную религию своих предков, поклоняются богам и силам природы

Буддизм, старообрядчество, протестантизм, католицизм, иудаизм, восточные религии и пятидесятничество, согласно данным опроса, исповедуют менее чем по 0,5 % россиян. 5 % опрошенных затруднились ответить на вопрос.